# نيكوليت بيريني
نيكوليت بيريني (بالإنجليزية: Nicolette Pierini)‏ هي ممثلة أمريكية، ولدت في 30 ديسمبر 2003 بنيويورك في الولايات المتحدة.

## أعمال

### أفلام
- (2012) سحر بيلي إيزلي
- (2014) آني[5][6]

## وصلات خارجية
- نيكوليت بيريني على موقع IMDb (الإنجليزية)
- نيكوليت بيريني على موقع تيرنر كلاسيك موفيز (الإنجليزية)
- نيكوليت بيريني على موقع أول موفي (الإنجليزية)
- نيكوليت بيريني على موقع ديسكوغز (الإنجليزية)
- نيكوليت بيريني على موقع قاعدة بيانات الفيلم (الإنجليزية)